# جون هوارد باين
جون هوارد باين (9 يونيو 1791 - 10 أبريل 1852) كان ممثلًا وشاعرًا وكاتب مسرحيات ومؤلفًا أمريكيًا حظي بمسيرة مسرحية ناجحة استمرت لما يقرب من عقدين في لندن. يشاع ذكره اليوم كمبدع لأغنية «هوم سويت هوم»، وهي أغنية كتبها في عام 1822 وأصبحت شائعة بشكل واسع في الولايات المتحدة والعالم الناطق بالإنجليزية. أعيد إحياء شعبيتها خلال الحرب الأهلية الأمريكية، إذ غنت القوات على كلا الجانبين الأغنية.
بعد عودته إلى الولايات المتحدة في عام 1832، أمضى باين وقتًا مع الهنود الشيروكي في الجنوب الشرقي وأجرى مقابلات مع العديد من الشيوخ. بهدف الكتابة عنهم، جمع مواد عن ثقافتهم ولغتهم ومجتمعهم، التي كانت ذا فائدة للباحثين، لكن نظريته المنشورة التي اقترحت أصلهم كواحدة من القبائل العشر المفقودة لإسرائيل القديمة قد دُحضت بالكامل. في ذلك الوقت، كان الأمريكيون من أصل أوروبي لا يزالون تحت تأثير التاريخ المستمد من الكتاب المقدس في محاولة فهم أصول الشعوب في الأمريكتين.
ساعد أصدقاء في الحصول على تعيين باين في عام 1842 كقنصل أمريكي لتونس، حيث خدم لما يقرب من 10 سنوات حتى وفاته. على الرغم من أنه دُفن هناك في البداية، في عام 1883 أعيدت رفاته إلى الولايات المتحدة ودفن في واشنطن العاصمة. مول ذلك فاعل الخير دبليو. دبليو. كوركوران. في عام 1970، كرم باين بعد وفاته بإدخال اسمه إلى لوحة شرف كاتبي الأغاني.

## نشأته وتعليمه
ولد جون هوارد باين في مدينة نيويورك في 9 يونيو 1791، وكان أحد سبعة صبيان من بين تسعة أطفال. في بداية طفولته، انتقلت عائلته إلى بوسطن، ماساتشوستس، حيث أدار والده مدرسة. قضت العائلة وقتًا في منزل جده الذي يعود إلى العصر الاستعماري في إيست هامبتون، نيويورك، والذي بقي في الحفظ والصون لاحقًا تكريمًا لباين. في شبابه، أظهر باين موهبة درامية مبكرة، لكن والده حاول ثنيه عن هذا المسار. بعد وفاة أحد الأبناء الأكبر، عين والده الشاب باين، في سن الثالثة عشر، في المنصب نفسه الذي كان يشغله أخوه الراحل في نفس شركة المحاسبة في نيويورك، لكن باين لم يظهر اهتمامًا بالتجارة.
كان اهتمام باين بالمسرح لا يمكن كبته. نشر العدد الأول من مجلة «ذا ثيسبيان ميرور»، وهي مجلة نقد مسرحي، في سن الرابعة عشرة. بعد ذلك بوقت قصير، كتب مسرحيته الأولى، جوليا: أو الرحّالة، وهي كوميديا في خمسة فصول. كانت لغتها جريئة، لذا سرعان ما توقفت. لفت عمل باين على «ذا ثيسبيان ميرور» انتباه ويليام كولمان، محرر «نيويورك إيفنينج بوست». تأمل بمساهمة باين في مستقبل الثقافة بالمدينة، وبحث عن راعٍ لدعم تعليم باين الجامعي. تحمل جون إي. سيمان، وهو نيويوركي ثري، تلك المسؤولية المالية. استبعدت جامعة كولومبيا بسبب قربها من إلهاء الممثلات الشابات، وحتى كلية نيوجيرسي (كما كانت تعرف برينستون آنذاك) كانت تعتبر قريبة جدًا من المدينة. اختاروا كلية يونيون في شينكتادي، نيويورك. رافق الروائي تشارلز بروكدن براون، وهو ناشط في ترويج مدينة نيويورك، الشاب باين إلى ألباني.
بدأ باين صحيفة جامعية تُسمى «باستايم»، واستمر في إصدارها لعدة أعداد. عندما كان عمره 16 عامًا، توفيت والدته، وكانت الأكاديمية التي يديرها والده تفشل. غادر باين الذي لم يكن سعيدًا في «منفاه» في يونيون في عيد الفصح ليكون مع عائلته. أخبر والده الحزين بأنه سيترك الكلية ليتابع مسيرة مهنية على المسرح. في 24 فبراير 1809، ظهر لأول مرة في مسرح بارك القديم في نيويورك في دور يونغ نورفال. بعد النجاح الباهر الذي حققه، أصبح أول ممثل أمريكي يؤدي دور هاملت؛ ونظر إليه كعبقري، وكان يُحتفى به كعجيبة مدينته الأصلية عندما عاد إلى بوسطن، من بين مدن كبرى أخرى قام بجولات فيها. لقيت ظهوراته كروميو مع إليزا بو، والدة إدغار آلان بو، استحسانًا خاصًا، وكان يفضلها للعب مقابله في الكوميديات. رغم نجاحه، واجه صعوبة في الحصول على أجره من المسارح. في فترة قصيرة بعيدًا عن المسرح، أسس «أثينيوم»، مكتبة متنقلة وقاعة قراءة.